# Эль-Бурайка
Эль-Бурайка, ранее — Ма́рса-эль-Буре́йка, Ма́рса-эль-Бре́га (араб. مرسى البريقة‎ или араб. البريقة‎) — город и порт в Ливии, муниципалитет Эль-Вахат. Расположен на берегу залива Сидра, в южной точке Средиземного моря. Население 13 тысяч человек (на 2003 год).

## История
Город был основан в 1960 году на месте рыбацкой деревни, разрушенной во время Второй мировой войны.
В 2011 году во время гражданской войны в Ливии возле города Эль-Бурайка происходили бои между силами повстанцев и сторонников Муаммара Каддафи. Во время конфликта Эль-Бурайка переходила несколько раз из рук в руки, при этом с апреля по июль 2011 г. Эль-Бурайка была занята правительственными войсками. Последнее наступление повстанцев на город 13 июля 2011 года подступы к городу оказались заминированы обороняющейся стороной[прояснить]. К концу июля 2011 года повстанцы контролировали большую часть Эль-Бурайки.

## Экономика
Порт Эль-Бурайка — один из двух (наряду с Рас-эль-Ануфом) главных нефтеэкспортных портов Ливии. В городе имеется нефтеперерабатывающий завод, завод по сжижению газа.